# Championnats du monde d'haltérophilie 1959
Navigation
Édition précédente Édition suivante
Les championnats du monde d'haltérophilie 1959, 35e édition, ont eu lieu en Pologne, à Varsovie du 29 septembre 1959 au 4 octobre 1959.

## Palmarès

### Hommes
| Catégorie | Or                                  | Argent                              | Bronze                      |
| --------- | ----------------------------------- | ----------------------------------- | --------------------------- |
| – 56 kg   | Vladimir Stogov Union soviétique    | Marian Jankowski Pologne            | Imre Földi Hongrie          |
| – 60 kg   | Marian Zieliński Pologne            | Isaac Berger États-Unis             | Sebastiano Mannironi Italie |
| – 67,5 kg | Viktor Bushuev Union soviétique     | Akop Faradzjan Union soviétique     | Abdul Wahid Aziz Irak       |
| – 75 kg   | Tommy Tanio Kono États-Unis         | Fiodor Bogdanovski Union soviétique | Jan Bochenek Pologne        |
| – 82,5 kg | Rudolf Plyukfelder Union soviétique | Ireneusz Paliński Pologne           | James George États-Unis     |
| – 90 kg   | Louis Martin Royaume-Uni            | Arkady Vorobyov Union soviétique    | Czesław Białas Pologne      |
| + 90 kg   | Iouri Vlassov Union soviétique      | James Bradford États-Unis           | Ivan Vesselinov Bulgarie    |

## Tableau des médailles
| Rang | Nation           | Or | Argent | Bronze | Total |
| ---- | ---------------- | -- | ------ | ------ | ----- |
| 1    | Union soviétique | 4  | 3      | 0      | 7     |
| 2    | Pologne          | 1  | 2      | 2      | 5     |
| 3    | États-Unis       | 1  | 2      | 1      | 4     |
| 4    | Royaume-Uni      | 1  | 0      | 0      | 1     |
| 5    | Hongrie          | 0  | 0      | 1      | 1     |
| 5    | Italie           | 0  | 0      | 1      | 1     |
| 5    | Irak             | 0  | 0      | 1      | 1     |
| 5    | Bulgarie         | 0  | 0      | 1      | 1     |